# Parafia św. Stanisława Biskupa i Męczennika w Żorach
Parafia św. Stanisława Biskupa i Męczennika w Żorach należy do dekanatu żorskiego w archidiecezji katowickiej.
Istnieje od 1981 r.

## Historia parafii
26 maja 1978 r. kuria diecezjalna w Katowicach uzyskała zgodę na budowę nowego kościoła w Żorach. 14 września 1978 r. Urząd Miasta i Gminy Żory umożliwił budowę kościoła na terenie między ulicami  Nowoboryńską i Staroboryńską, w centrum budujących się osiedli Pawlikowskiego i Sikorskiego. Projekt architektoniczny kościoła zlecono architektowi Janowi Głuchowi. 6 czerwca 1979 r., w Częstochowie Jan Paweł II poświęcił kamień węgielny pod budowę kościoła. Budowę kościoła rozpoczęto 8 kwietnia 1980 r. 17 listopada 1981 r. biskup Herbert Bednorz erygował parafię św. Stanisława Biskupa i Męczennika, której teren został wydzielony z parafii św. Apostołów Filipa i Jakuba w Żorach. W 1983 r. zbudowano salki katechetyczne. W czerwcu 1984 r. odszedł z parafii na inną placówkę dotychczasowy budowniczy ks. Kazimierz Kopeć, a na jego miejsce przyszedł ks. Jan Andres. Do 2018 roku proboszczem był ks. Eugeniusz Góra.
Od 30.07.2023 roku proboszczem jest ks. Marcin Ryszka.

## Proboszczowie
- ks. Kazimierz Kopeć (18.11.1981 – 30.06.1984)
- ks. Jan Andres (30.06.1984 – 1.08.2004)
- ks. Eugeniusz Góra (1.08.2004 – 29.07.2018)
- ks. Ryszard Skowronek (30.07.2018 – 29.07.2023)

## Grupy parafialne
Apostolat Maryjny, Chór parafialny, Dzieci Maryi, Legion Maryi, Ministranci, Odnowa w Duchu Świętym, Redakcja "Dobrej Nowiny", Ruch Światło-Życie, Pokolenie Jana Pawła II, Spotkania niesakramentalnych, Stowarzyszenie MB Bolesnej Patronki Dobrej Śmierci, Terezjański Ruch Przyjaciół Misji, Zespół Charytatywny.